# Sunman (Indiana)
Sunman es un pueblo ubicado en el condado de Ripley en el estado estadounidense de Indiana. En el Censo de 2010 tenía una población de 1049 habitantes y una densidad poblacional de 346,2 personas por km².

## Geografía
Sunman se encuentra ubicado en las coordenadas 39°14′11″N 85°5′38″O / 39.23639, -85.09389. Según la Oficina del Censo de los Estados Unidos, Sunman tiene una superficie total de 3,03 km², de la cual 3,03 km² corresponden a tierra firme y (0%) 0 km² es agua.

## Demografía
Según el censo de 2010, había 1049 personas residiendo en Sunman. La densidad de población era de 346,2 hab./km². De los 1049 habitantes, Sunman estaba compuesto por el 95,1% blancos, el 0,6% eran afroamericanos, el 0,2% eran asiáticos, el 2,7% eran de otras razas y el 1,4% pertenecían a dos o más razas. Del total de la población el 7,9% eran hispanos o latinos de cualquier raza.